# 박광성
박광성(한국 한자: 朴光星, 1975년 7월 10일 ~ )은 대한민국의 전 축구 선수이며, 포지션은 미드필더였다.